# Sibiracanthella nuda
Sibiracanthella nuda är en urinsektsart som beskrevs av Sophya K. Stebaeva och Potapov 1995. Sibiracanthella nuda ingår i släktet Sibiracanthella och familjen Isotomidae. Inga underarter finns listade i Catalogue of Life.